# Скородное (Белгородская область)
Скоро́дное — село в Губкинском городском округе Белгородской области, центр Скороднянской территориальной администрации. Является третьим по величине населённым пунктом округа, уступая только Губкину и посёлку Троицкий.

## География
Расположено в 40 км от города Губкин, в 85 км от города Белгород, в 30 км от города Короча. Поблизости расположены Ольховатка, Телешовка, Куфлиевка, Богомолье, Калинин, Залесье, Коренёк, Жилин, Жильцово, Первый Ложок.
Село Скородное расположено на территории Губкинского района на водоразделе рек Короча и Сеймица и на пересечении современных автомобильных дорог Белгород — Старый Оскол и Прохоровка — Чернянка.
Село связано автобусным сообщением с Белгородом (85 км), Корочей (30 км), Губкиным (40 км), Прохоровкой и Старым Осколом.

## История
Скородное упоминается в документах о строительстве Белгородской оборонительной черты в 1648 году. Вот как выглядел список первопоселенцев села Скородное, согласно «Окладной книги 1653 г.».
«… Да к той же часовни в приходе деревни Скородной дети боярские: во дворе Мартын Крылов, во дворе Иван Шульгин, во дворе Фрол Болтенков, во дворе Степан Татаринов, во дворе Иван Дугин, во дворе Данило Нечаев, во дворе Дмитрий Фадеев, во дворе Игнат Чуев, во дворе Евдоким Горбунов, во дворе Прохор Адонин, во дворе Андрей Фатеев, во дворе Микита Коптев, во дворе Софрон Филиппов, во дворе Андрей Филиппов.» [РГАДА. Ф.1209, оп.1, д. 15827., ч. 10, Окладная книга церквей города Корочи и Корочанского уезда, лл. 245—272 б/д (без даты) ок. 1653 г.]
10-я ревизия переписала в волостном селе Скородное Старооскольского уезда Курской губ. «1062 души мужского пола». По данным переписи 1885 года в волостном селе Скородном было 501 дворов «крестьян душево четвертных», 3277 жителей (1632 мужского и 1645 женского пола), грамотных 143 мужчины и 10 женщин из 108 семей, учащихся 76 (все мальчики) из 65 семей. У крестьян было 942 рабочих лошади и 295 жеребят, 650 коров с 218 телятами, 4115 овец, 750 свиней. В 21 домохозяйстве держали 404 ульев.
Первая школа появилась в 1868 году. Скороднянская волостная школа была открыта в 1882 году.
К 1890 году в Скородном проживало 2735 жителей (1366 мужчин и 1369 женщин). В 1896 году сход крестьян Скороднянской волости принял решение об открытии в селе бесплатной народной библиотеки. Помещение для неё отвели в здании волостной управы, приобрели 200 книг. За год в Скороднянскую библиотеку записалось 113 читателей.
В 1898 году была построена Скороднянская начальная школа ведомства министерства народного просвещения.
В июле 1928 году Скородное стало районным центром. Территория Скороднянского района составила 1683,9 км², в районе было 38 сельсоветов, объединивших 194 населенных пункта. В 1932 году в Скородном проживало 4080 человек, в районе — 99148. В 1958 году территория Скороднянского района — 791 км², в районе — 13 сельсоветов и 85 сел, деревень и хуторов.
В апреле 1962 года Скородное осталось центром Скороднянского сельсовета, в который входило 5 сел, 6 хуторов в новом, только что образованном Губкинском районе.
На 17 января 1979 года в Скородном проживало 3174 жителя. В начале 1990-х годов Скородное оставалось центром совхоза «Скороднянский», в котором работало 938 рабочих, производящих продукцию растениеводства и животноводства.
В 1997 году Скородное было 1359 домовладений и проживало 3540 жителей. В Скороднянский сельский округ входят 3 села и 4 хутора.
В мае 1999 года Скородном открыли земскую библиотеку, объединив взрослую и детскую библиотеки с компьютерной базой данных

## Население
| 1857  | 1885  | 1890  | 1932  | 1959  | 1979  | 1997  | 2000  | 2002  |
| ----- | ----- | ----- | ----- | ----- | ----- | ----- | ----- | ----- |
| 1062  | ↗3277 | ↘2735 | ↗4080 | ↘2306 | ↗3174 | ↗3540 | ↗4230 | ↘3631 |
| 2004  | 2006  | 2008  | 2010  | 2011  | 2013  | 2015  | 2016  | 2021  |
| ↗4240 | ↗4270 | ↗4310 | ↘3707 | ↘3698 | ↗3729 | ↘3684 | ↘3622 | ↘3416 |

Демографические показатели
|                                 | 2000 | 2002 | 2004 | 2006 | 2008 | 2010 | 2011 |
| ------------------------------- | ---- | ---- | ---- | ---- | ---- | ---- | ---- |
| Естественный прирост            | −11  | −10  | 3    | 5    | −14  | 4    | −11  |
| Механический прирост (миграция) | 26   | 4    | 12   | 10   | 34   | 7    | 16   |

## Экономика
- ЗАО «Скороднянское»
- АО «ГубкинАгроСнаб»
- Губкинское лесничество
- Отделение Сбербанка

## Социальная структура
Образование
- Детский сад «Колокольчик» работает с декабря 1988 года.
- Средняя школа.

Медицинские учреждения
- Поликлиника детская
- Поликлиника взрослая
- Больница
- Станция скорой помощи

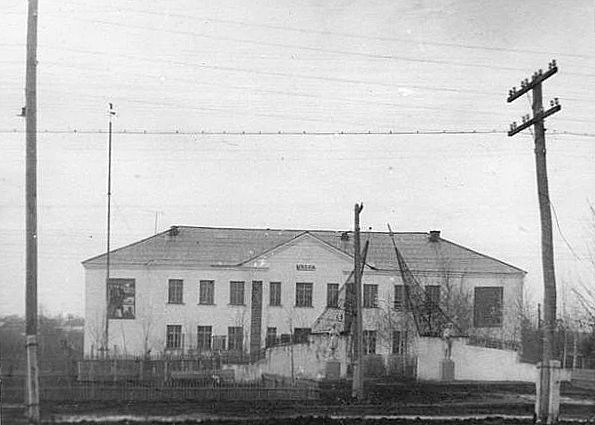
Школа в Скородное

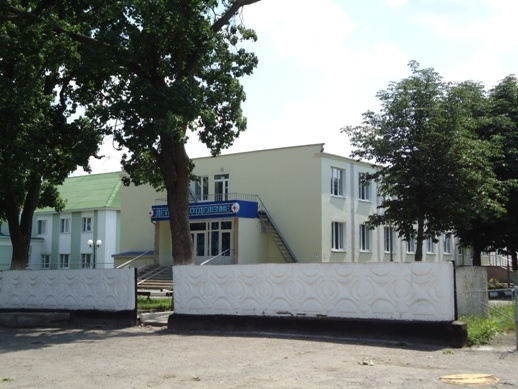
Детская и взрослая поликлиники

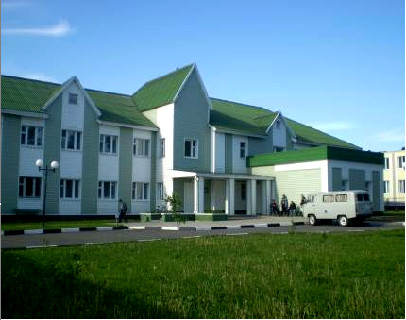
Дом ветеранов

- Центр медико-социальной реабилитации ветеранов и инвалидов

Культура
- Дом культуры
- Земская библиотека

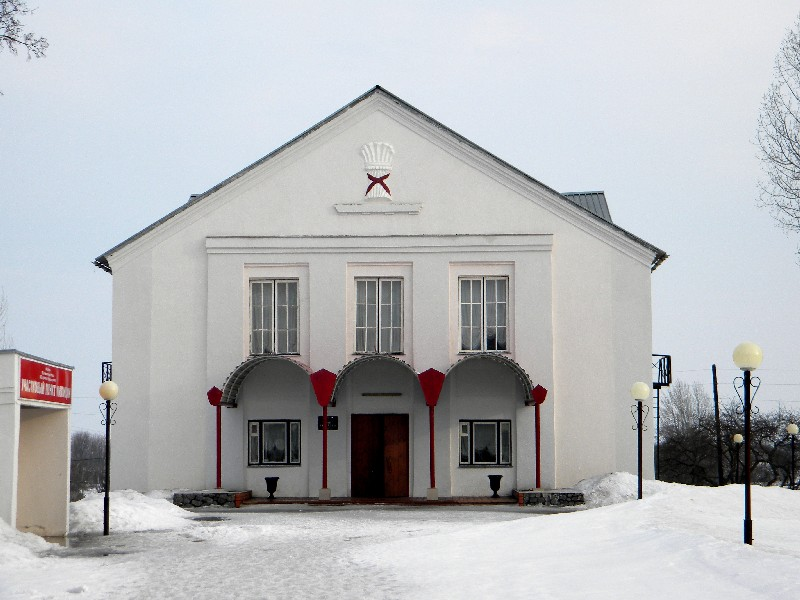
Дом культуры

- Школьный историко-краеведческий музей, который был открыт в сентябре 1967 года.

## Улицы
- ул. 1 Мая
- ул. Гагарина
- ул. Горького
- ул. Д.Бедного
- ул. Каштановая
- ул. Комсомольская
- Комсомольский пер.
- ул. Красноармейская
- ул. Молодёжная
- ул. Новая
- Новый пер.
- ул. Октябрьская
- ул. Пионерская
- ул. Победы
- ул. Поповой
- ул. Садовая
- ул. Советская
- ул. Центральная
- Чайковского пер.
- ул. Чкалова
- Чкалова пер.
- ул. Вялых

## Русская православная церковь

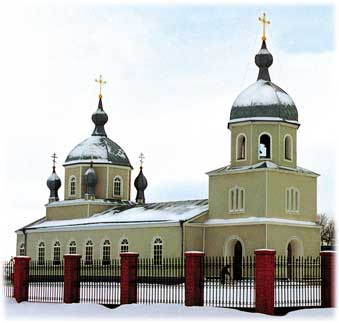
Храм Димитрия Солунского в Скородном

Сельская церковь ранее находилось в другом месте — в центре села Скородного. Не осталось ни одной фотографии утраченной святыни, а весь довоенный архив села был уничтожен во время оккупации. Остались только воспоминания односельчан и краткое описание храма в документах 19 века.
В 1848 году в селе на месте деревянной церкви небольших размеров был построен каменный трехпрестольный храм. Центральный престол — Преображенский, два других — в честь святителя Митрофана Воронежского и великомученика Димитрия Солунского. В 1908 году в приходе числились 3151 прихожанин из деревень Ольховатка, Телешовка, Масловка, хутора Жилин, действовали министерская школа, пять земских школ и одна церковно-приходская. В 1937 году арестовали скороднянских священников Иоанна, Константина и Алексея. Служба в храме прекратилась. Постепенно этот храм был разрушен.
В 1989 году близ сельского кладбища началось строительство нового кирпичного храма. 8 ноября 1990 года в новой церкви прошла первая божественная литургия. 5 ноября 1996 года храм был освящен епископом (ныне митрополит) Белгородским и Старооскольским Иоанном в честь великомученика Димитрия Солунского.
В день памяти великомученика Димитрия Солунского в селе Скородное помимо престольного праздника также празднуется День села.

## Достопримечательности
- Братская могила 495 советских воинов, погибших в боях с фашистскими захватчиками во время Второй мировой войны. Сооружён в 1943 году. Находится около здания средней школы.
- Могила воина-афганца
- Памятник В. И. Ленину
- Памятник воину-освободителю
- Аллея знаменитых земляков около Дома культуры

## Известные жители и уроженцы
- Бежина, Вера Фёдоровна (1916—1993) — Герой Социалистического Труда.
- Крылова, Анна Петровна (1918—1990) — Герой Социалистического Труда.

## Галерея

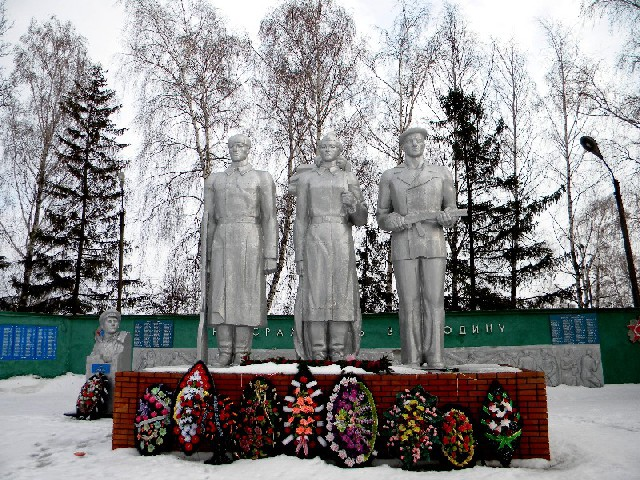
Памятники
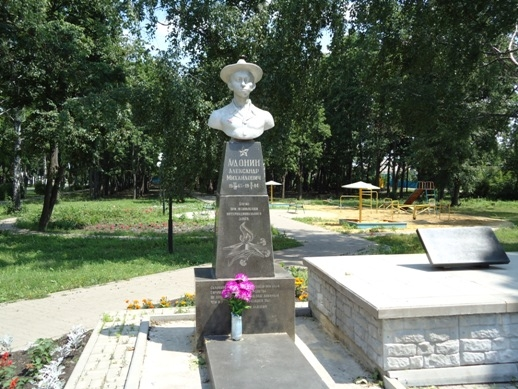
Могила воина-афганца Адонина Александра
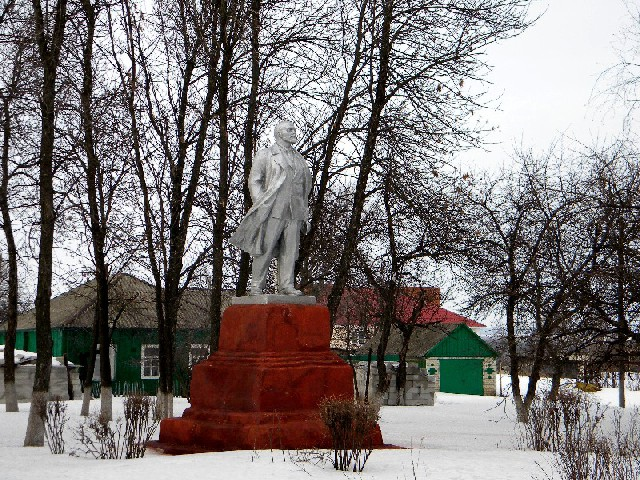
Памятник Ленину
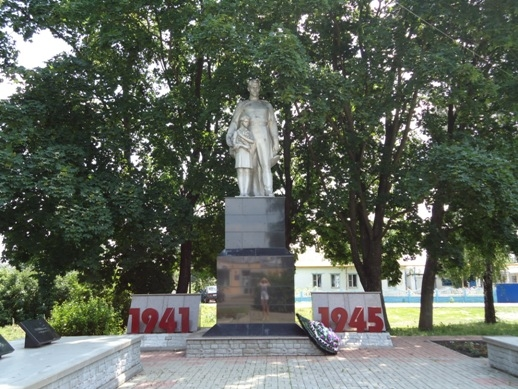
Памятник освободителям
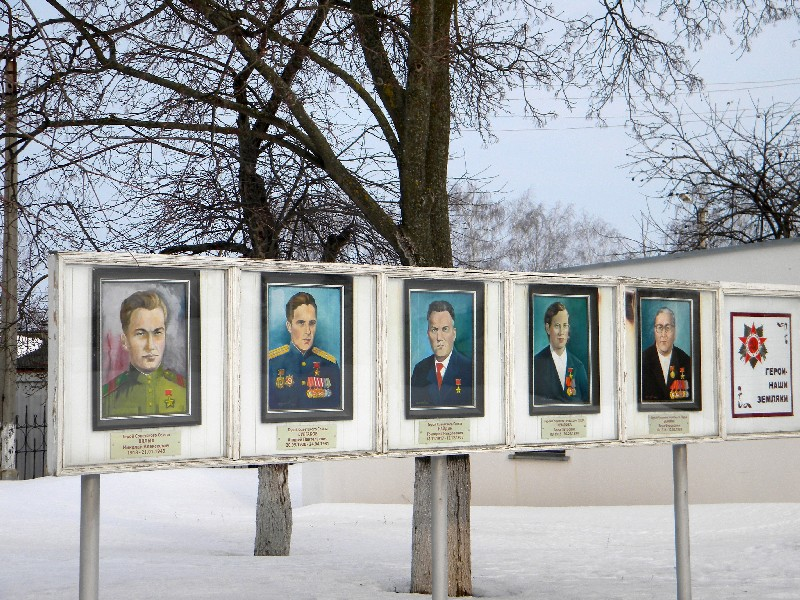
Аллея знаменитых земляков